# Christina Catharina Thetzell
Christina Catharina Thetzell, född 1753 i Växjö, död 25 juli 1828 i Växjö, var en svensk träsnittare.
Hon var dotter till skräddaren Christoffer Hempel (Hämpel) och gift med gymnasieboktryckaren Anders Thetzell. 
Efter makens död 1798 drev hon tillsammans med J Hultman mannens boktryckeri vidare till 1802 och därefter svarade hon ensam för driften tills svärsonen Sven Rask övertog tryckeriet. Bland hennes efterlämnade arbeten finns en brevstock signerad CT 1805. Under 1800-talet blev Växjö huvudort för kistebrevstillverkningen och ett flertal kistbrev har sitt ursprung från Thetzells tryckeri. 